# Selma (Indiana)
Selma è un comune degli Stati Uniti d'America, situato nello Stato dell'Indiana, nella contea di Delaware.